# フェイムゲーム
フェイムゲームは、日本の競走馬である。
馬名の意味は「殿堂入りが決まった選手のセレモニーに開催されるNFLの試合より」。主な勝ち鞍は2013年の京成杯（GIII）、2014年・2015年・2018年のダイヤモンドステークス（GIII）、2014年のアルゼンチン共和国杯（GII)、2017年の目黒記念（GII)。

## 経歴

### 2歳（2012年）
2012年9月29日、中山競馬場芝1800mのメイクデビュー戦でデビュー、3番人気に推されるも直線で伸びず8着に敗れる。続く10月20日の東京競馬場芝1600mでの2歳未勝利戦では再び3番人気に推され、今度は直線で出走馬12頭のうち3番目の速さとなる上がり3ハロン34.2秒の脚で少しながらも伸びて5着入線。3戦目となる12月16日の未勝利戦では6番人気と評価を落としながらも、芝2000mの距離適性を生かし直線で一気に抜け出し2着に2馬身半差をつけ初勝利を果たした。

### 3歳（2013年）
年明け初戦として京成杯に出走した。道中は後方からの追走となったが、4コーナーから徐々に上がっていき最後の直線では逃げ粘るケイアイチョウサンを抜き先頭に抜け出し、追いすがるアクションスターをクビ差抑え勝利。重賞初挑戦で初制覇を果たした。。続くスプリングステークスでは直線でメンバー最速の追い上げを見せるも先団に届かず4着。迎えた本番・皐月賞では後方からの競馬を選び、4コーナーから豪腕で追い上げを見せるも直線で後退し12着に敗れた。皐月賞出走後、左橈骨遠位端骨折が判明。全治に6か月を要することから残りのクラシックの出走は絶望的となった。休養に入り、暮れのディセンバーステークスで復帰し、ここでも直線では徐々に順位を上げる競馬を見せるも6着に敗れた。

### 4歳（2014年）
4歳になったフェイムゲームの年内初戦にはアメリカジョッキークラブカップが選ばれた。直線では苦しい位置につけられるも、直線で内側に隙ができるとそこに斜行しながら入り、先団に食い込み、勝ったヴェルデグリーンに差のない3着と好走を見せた。次走のダイヤモンドステークスでは、前走での好走や距離適性などが評価され1番人気に推された。レースでは1回目の直線では馬群から2馬身ほど離れた最後方につけられるも、2周目に入ると徐々に順位を上げ、4コーナーでは2位にまで到達。そして最後の直線で、逃げ粘るラブラドライトを捉え残り400m付近から先頭へと抜け出し、残り200m付近ではさらに他馬を突き放し2着に1馬身半差をつけ勝利。自身1年ぶりとなる重賞2勝目を成し遂げた。しかし、その後の天皇賞（春）では直線で伸びず、宝塚記念では直線で先団に取りつくも後退し、オールカマーでは直線ゴール前で伸びを見せるも先団に惜しくも取り付けず、3戦続けて6着に終わる。しかし、その後のアルゼンチン共和国杯では、2番人気の高評価で出走し、道中中団から3・4コーナーで徐々に順位を上げ、直線で逃げ粘るクリールカイザーの外につけるとそのまま抜き去り、そこからさらに他馬を一気に突き放し、2馬身半差をつけ完勝。重賞3勝目にして自身初のGII勝利を挙げた。その後有馬記念に出走予定だったが、賞金順で除外となった。

### 5歳（2015年）
始動戦となったアメリカジョッキークラブカップでは、前走を勝利した影響で3番人気に推されたが、スタートで出遅れ折り合いを欠いてしまい、いつものような競馬を見せられず12着に惨敗してしまう。連覇を賭けて出走したダイヤモンドステークスでは再び1番人気に推された。1回目の直線を過ぎると最後方から少しずつ伸びて中団に位置して直線を迎え、残り400mで前の馬の壁がなくなるとその隙をしっかりと狙い澄まし、粘るファタモルガーナを差し切り優勝。ダイヤモンドステークス連覇および自身重賞4勝目を挙げる。なお、このレースでは2周目4コーナーで外側に斜行しリキサンステルスの進路を妨害、被害馬が転倒して競走中止となったが、着順に変更はなかった。騎乗していた北村宏司騎手は開催6日間（不注意騎乗を短期間で再発したため、過重制裁となった）の騎乗停止処分を受けた。次走の天皇賞（春）では道中中団待機で迎えた最後の直線、残り100m付近で外から一気に末脚を炸裂させ先に抜け出したゴールドシップを差し切ろうとするも、惜しくもクビ差及ばず2着となった。その後、ザカリー・パートンを背にオーストラリアへ遠征。1戦目のコーフィールドCは6着、2戦目のメルボルンCは13着で遠征競走を終えた。

### 6歳（2016年）
3連覇を賭けて挑んだダイヤモンドステークスでは、1番人気をタンタアレグリアに譲る形となり、2番人気で出走。道中で中団に位置し、最後の直線では絶好の位置で前を捉えにかかるも、先に抜け出したトゥインクルについていくことができず、4馬身離され2着。3連覇はならなかった。天皇賞（春）では去年のような上がりを見せることなく、8着に惨敗し、続く宝塚記念では見せ場なく最下位（17着）に沈んだ。7月7日、休養で放牧に出したノーザンファーム天栄で去勢を行うことが分かった。秋の始動戦は、「去勢後の状況によっては変わるかもしれないが、オールカマーあたりになるのではないか」と述べている。

### 7歳（2017年）
ダイヤモンドステークスで復帰したが6着と惨敗。その後、目黒記念では8番人気の低評価であったが、後方10番手から直線で外から鋭く差し切って2年3カ月ぶりの重賞制覇を果たす。秋に入り、京都大賞典は10着、ステイヤーズステークスは2着となり、この年を終える。

### 8歳（2018年）
ダイヤモンドステークスで始動、中団追走から直線で抜け出して3度目の同一競走制覇を達成するとともに、重賞6勝目をマークする。その後、目黒記念では見せ場なく13着に終わる。秋に入り、ステイヤーズステークスに向けて調整されていたが、右前脚の状態が悪化したため、現役を引退することになった。

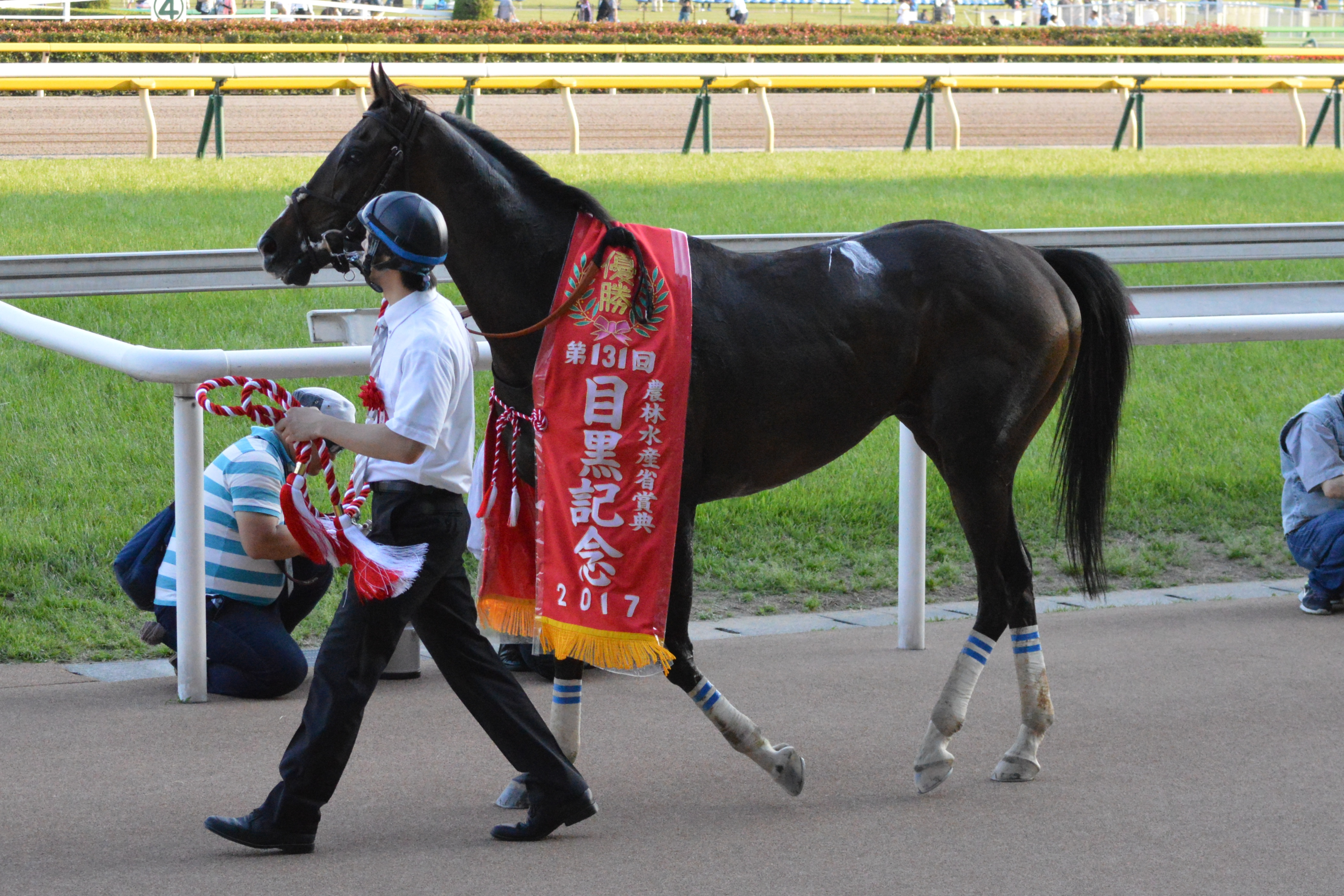
2017年目黒記念
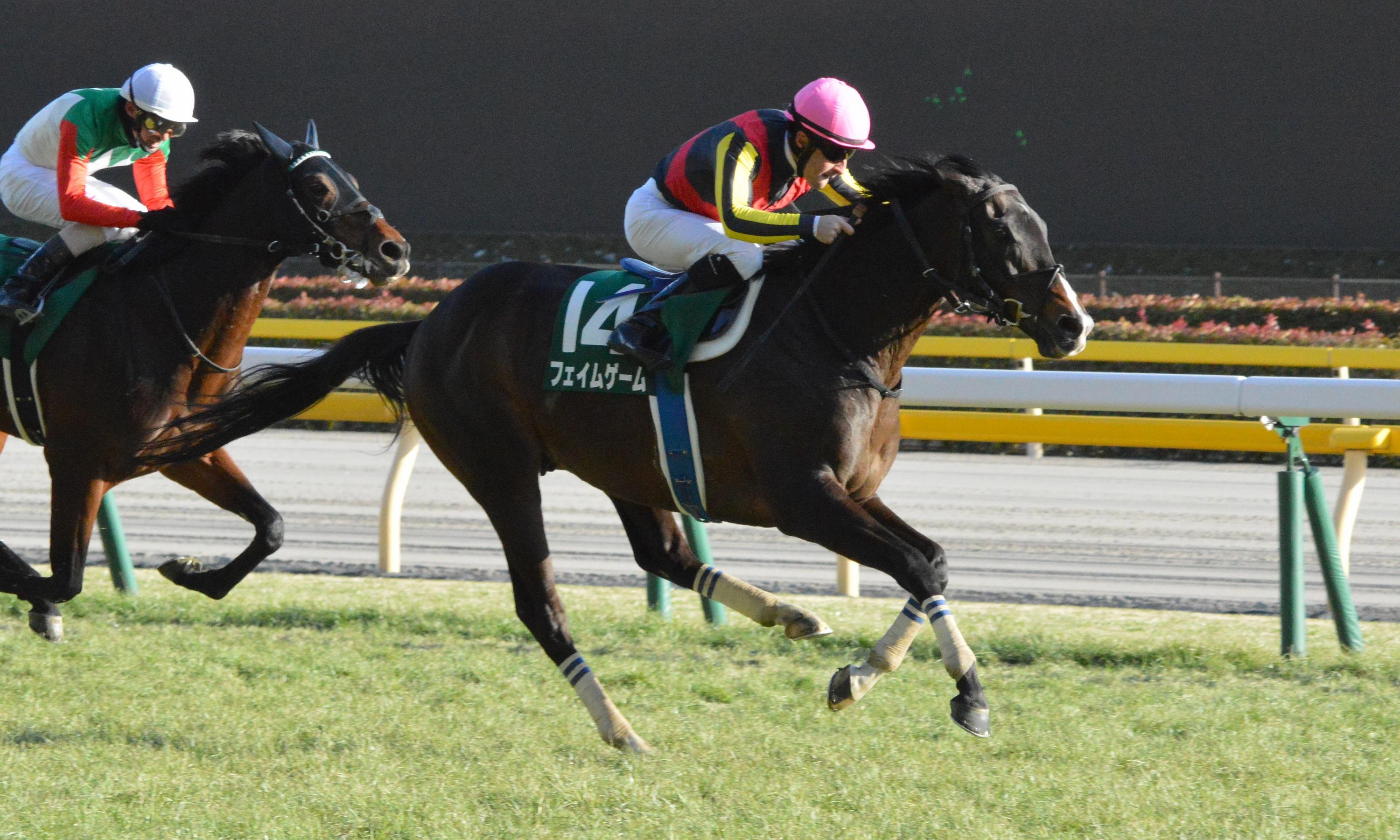
2018年ダイヤモンドS
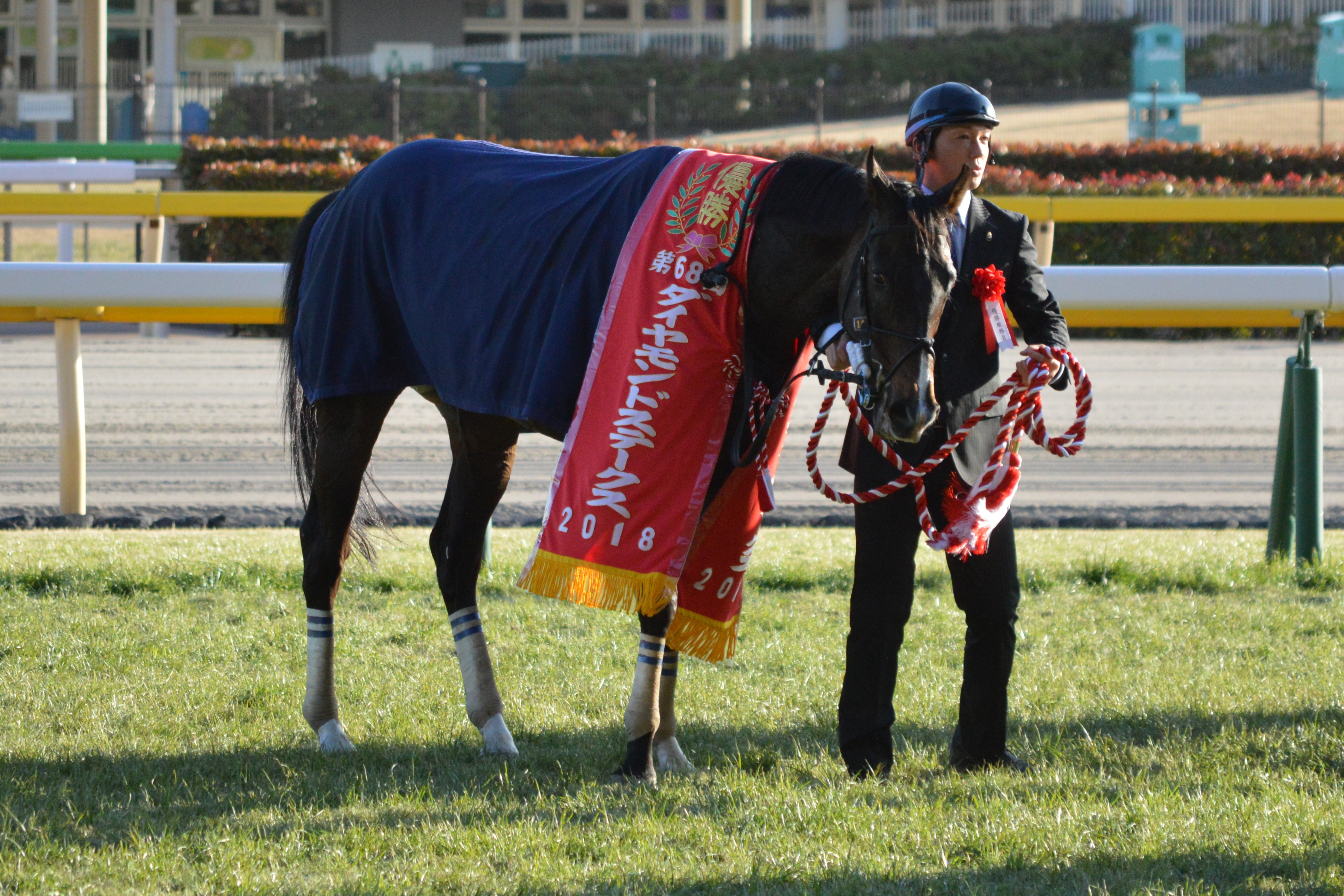
表彰式

### 引退後
引退後は福島県のノーザンファーム天栄で乗馬となり、天栄への到着後には出資者による引退式も行われている。のちに桑折町のにぐらや牧場に移動し。2025年より功労馬繋養支援事業の助成対象馬となり、引き続き同地で繋養されている。

## 競走成績
| 競走日     | 競馬場         | 競走名               | 格   | 距離（馬場）  | 頭 数 | 枠 番 | 馬 番 | オッズ （人気） | 着順 | タイム （上り3F） | 着差 | 騎手       | 斤量   | 1着馬（2着馬）         |
| ---------- | -------------- | -------------------- | ---- | ------------- | ----- | ----- | ----- | --------------- | ---- | ----------------- | ---- | ---------- | ------ | ---------------------- |
| 2012.09.29 | 中山           | 2歳新馬              |      | 芝1800m（良） | 13    | 7     | 12    | 004.30（3人）   | 08着 | R1:51.6（34.7）   | -1.3 | 田中勝春   | 54kg   | ゴットフリート         |
| 0000.10.20 | 東京           | 2歳未勝利            |      | 芝1600m（良） | 12    | 3     | 3     | 010.20（3人）   | 05着 | R1:36.5（34.2）   | -0.7 | 田中勝春   | 55kg   | アドマイヤイチバン     |
| 0000.12.16 | 中山           | 2歳未勝利            |      | 芝2000m（稍） | 18    | 4     | 8     | 014.70（6人）   | 01着 | R2:02.7（35.3）   | -0.4 | C.スミヨン | 55kg   | （シャイニーリーヴァ） |
| 2013.01.21 | 中山           | 京成杯               | GIII | 芝2000m（良） | 12    | 5     | 6     | 012.60（7人）   | 01着 | R2:02.3（34.7）   | -0.0 | F.ベリー   | 56kg   | （アクションスター）   |
| 0000.03.17 | 中山           | スプリングS          | GII  | 芝1800m（良） | 16    | 7     | 14    | 012.40（6人）   | 04着 | R1:48.1（34.6）   | -0.3 | 北村宏司   | 56kg   | ロゴタイプ             |
| 0000.04.14 | 中山           | 皐月賞               | GI   | 芝2000m（良） | 18    | 8     | 16    | 018.30（7人）   | 12着 | R1:59.3（35.9）   | -1.3 | 北村宏司   | 57kg   | ロゴタイプ             |
| 0000.12.14 | 中山           | ディセンバーS        | OP   | 芝1800m（良） | 16    | 8     | 16    | 016.00（8人）   | 06着 | R1:48.3（34.5）   | -0.2 | 北村宏司   | 55kg   | エアソミュール         |
| 2014.01.26 | 中山           | AJCC                 | GII  | 芝2200m（良） | 16    | 1     | 1     | 011.90（6人）   | 03着 | R2:14.1（35.8）   | -0.1 | 北村宏司   | 55kg   | ヴェルデグリーン       |
| 0000.02.22 | 東京           | ダイヤモンドS        | GIII | 芝3400m（良） | 11    | 1     | 1     | 002.90（1人）   | 01着 | R3:30.2（35.8）   | -0.2 | 北村宏司   | 55kg   | （セイクリッドバレー） |
| 0000.05.04 | 京都           | 天皇賞（春）         | GI   | 芝3200m（良） | 18    | 5     | 10    | 091.7（11人）   | 06着 | R3:15.5（34.3）   | -0.4 | 北村宏司   | 58kg   | フェノーメノ           |
| 0000.06.29 | 阪神           | 宝塚記念             | GI   | 芝2200m（良） | 12    | 8     | 12    | 033.10（7人）   | 06着 | R2:14.7（34.3）   | -0.8 | 北村宏司   | 58kg   | ゴールドシップ         |
| 0000.09.28 | 新潟           | オールカマー         | GII  | 芝2200m（良） | 18    | 8     | 16    | 010.00（4人）   | 06着 | R2:12.4（34.4）   | -0.2 | 北村宏司   | 56kg   | マイネルラクリマ       |
| 0000.011.9 | 東京           | アルゼンチン共和国杯 | GII  | 芝2500m（良） | 18    | 2     | 3     | 004.90（2人）   | 01着 | R2:30.5（34.0）   | -0.4 | 北村宏司   | 57kg   | （クリールカイザー）   |
| 2015.01.25 | 中山           | AJCC                 | GII  | 芝2200m（良） | 17    | 5     | 10    | 008.30（3人）   | 12着 | R2:14.4（34.5）   | -0.8 | 北村宏司   | 57kg   | クリールカイザー       |
| 0000.02.21 | 東京           | ダイヤモンドS        | GIII | 芝3400m（良） | 16    | 8     | 16    | 003.70（1人）   | 01着 | R3:31.9（34.6）   | -0.3 | 北村宏司   | 58kg   | （ファタモルガーナ）   |
| 0000.05.03 | 京都           | 天皇賞（春）         | GI   | 芝3200m（良） | 17    | 7     | 14    | 022.60（7人）   | 02着 | R3:14.7（34.5）   | -0.0 | 北村宏司   | 58kg   | ゴールドシップ         |
| 0000.10.17 | コーフィールド | コーフィールドC      | GI   | 芝2400m（稍） |       |       | 3     | （5人）         | 06着 | 0                 | -    | Z.パートン | 57kg   | Mongolian Khan         |
| 0000.11.03 | フレミントン   | メルボルンC          | GI   | 芝3200m（稍） |       |       | 3     | （1人）         | 13着 | 0                 | -    | Z.パートン | 57kg   | Prince Of Penzance     |
| 2016.02.20 | 東京           | ダイヤモンドS        | GIII | 芝3400m（稍） | 16    | 8     | 16    | 005.60（2人）   | 02着 | 03:38.5（37.0）   | -0.7 | 三浦皇成   | 58.5kg | トゥインクル           |
| 0000.05.01 | 京都           | 天皇賞（春）         | GI   | 芝3200m（良） | 18    | 3     | 5     | 007.40（4人）   | 08着 | 03:15.8（34.4）   | -0.8 | H.ボウマン | 58kg   | キタサンブラック       |
| 0000.06.26 | 阪神           | 宝塚記念             | GI   | 芝2200m（稍） | 17    | 1     | 1     | 064.5（12人）   | 17着 | 02:15.1（38.2）   | -2.3 | 柴山雄一   | 58kg   | マリアライト           |
| 2017.02.18 | 東京           | ダイヤモンドS        | GIII | 芝3400m（良） | 15    | 4     | 7     | 006.30（3人）   | 06着 | 03:35.9（34.1）   | -0.7 | 北村宏司   | 58kg   | アルバート             |
| 0000.05.28 | 東京           | 目黒記念             | GII  | 芝2500m（良） | 18    | 6     | 12    | 019.10（8人）   | 01着 | 02:30.9（33.9）   | -0.1 | C.ルメール | 58kg   | （ヴォルシェーブ）     |
| 0000.10.09 | 京都           | 京都大賞典           | GII  | 芝2400m（良） | 15    | 4     | 7     | 009.80（5人）   | 10着 | 02:23.9（34.6）   | -0.9 | C.ルメール | 57kg   | スマートレイアー       |
| 0000.12.02 | 中山           | ステイヤーズS        | GII  | 芝3600m（良） | 10    | 2     | 2     | 004.60（2人）   | 02着 | 03:43.4（35.5）   | -0.4 | H.ボウマン | 57kg   | アルバート             |
| 2018.02.17 | 東京           | ダイヤモンドS        | GIII | 芝3400m（良） | 14    | 8     | 14    | 002.70（1人）   | 01着 | 03:31.6（35.3）   | -0.3 | C.ルメール | 58.5kg | （リッジマン）         |
| 0000.05.27 | 東京           | 目黒記念             | GII  | 芝2500m（良） | 16    | 7     | 14    | 008.00（4人）   | 13着 | 02:31.0（34.8）   | -1.3 | C.ルメール | 59kg   | ウインテンダネス       |

## 血統表
| フェイムゲームの血統（サンデーサイレンス系 / Northern Dancer 5×5=6.25%） | フェイムゲームの血統（サンデーサイレンス系 / Northern Dancer 5×5=6.25%） | フェイムゲームの血統（サンデーサイレンス系 / Northern Dancer 5×5=6.25%） | （血統表の出典）            | （血統表の出典）   |
| 父 ハーツクライ 2001 鹿毛                                                | 父の父* サンデーサイレンス Sunday Silence 1986 青鹿毛 アメリカ           | Halo                                                                     | Hail to Reason              | Hail to Reason     |
| 父 ハーツクライ 2001 鹿毛                                                | 父の父* サンデーサイレンス Sunday Silence 1986 青鹿毛 アメリカ           | Halo                                                                     | Cosmah                      |                    |
| 父 ハーツクライ 2001 鹿毛                                                | 父の父* サンデーサイレンス Sunday Silence 1986 青鹿毛 アメリカ           | Wishing Well                                                             | Understanding               | Understanding      |
| 父 ハーツクライ 2001 鹿毛                                                | 父の父* サンデーサイレンス Sunday Silence 1986 青鹿毛 アメリカ           | Wishing Well                                                             | Mountain Flower             |                    |
| 父 ハーツクライ 2001 鹿毛                                                | 父の母アイリッシュダンス 1990 鹿毛                                       | * トニービン                                                             | * カンパラ                  | * カンパラ         |
| 父 ハーツクライ 2001 鹿毛                                                | 父の母アイリッシュダンス 1990 鹿毛                                       | * トニービン                                                             | Severn Bridge               |                    |
| 父 ハーツクライ 2001 鹿毛                                                | 父の母アイリッシュダンス 1990 鹿毛                                       | * ビューパーダンス                                                       | Lyphard                     | Lyphard            |
| 父 ハーツクライ 2001 鹿毛                                                | 父の母アイリッシュダンス 1990 鹿毛                                       | * ビューパーダンス                                                       | My Bupers                   |                    |
| 母 ホールオブフェーム 1991 黒鹿毛                                        | 母の父* アレミロード Allez Milord 1983 鹿毛 アメリカ                     | Tom Rolfe                                                                | Ribot                       | Ribot              |
| 母 ホールオブフェーム 1991 黒鹿毛                                        | 母の父* アレミロード Allez Milord 1983 鹿毛 アメリカ                     | Tom Rolfe                                                                | Pocahontas                  |                    |
| 母 ホールオブフェーム 1991 黒鹿毛                                        | 母の父* アレミロード Allez Milord 1983 鹿毛 アメリカ                     | Why Me Lord                                                              | Bold Reasoning              | Bold Reasoning     |
| 母 ホールオブフェーム 1991 黒鹿毛                                        | 母の父* アレミロード Allez Milord 1983 鹿毛 アメリカ                     | Why Me Lord                                                              | Tomorrowland                |                    |
| 母 ホールオブフェーム 1991 黒鹿毛                                        | 母の母ベルベットサッシュ 1986 鹿毛                                       | * ディクタス                                                             | Sanctus                     | Sanctus            |
| 母 ホールオブフェーム 1991 黒鹿毛                                        | 母の母ベルベットサッシュ 1986 鹿毛                                       | * ディクタス                                                             | Doronic                     |                    |
| 母 ホールオブフェーム 1991 黒鹿毛                                        | 母の母ベルベットサッシュ 1986 鹿毛                                       | ダイナサッシュ                                                           | * ノーザンテースト          | * ノーザンテースト |
| 母 ホールオブフェーム 1991 黒鹿毛                                        | 母の母ベルベットサッシュ 1986 鹿毛                                       | ダイナサッシュ                                                           | * ロイヤルサッシュ F-No.1-t |                    |

- 半兄に重賞7勝のバランスオブゲームがいる。
- 全姉インダクティの産駒にケイデンスコール、インダストリアがいる。
- 祖母のベルベットサッシュは全兄にサッカーボーイ、全姉にステイゴールドの母・ゴールデンサッシュがいる。